# Yalka
Yalka est une localité située dans le département de Tangaye de la province du Yatenga dans la région Nord au Burkina Faso.

## Santé et éducation
Le centre de soins le plus proche de Yalka est le centre de santé et de promotion sociale (CSPS) de Tangaye tandis que le centre hospitalier régional (CHR) se trouve à Ouahigouya.
Yalka possède une école primaire publique.